# Осипов, Василий Осипович
Василий Осипович Осипов (псевдоним — Василий Алагер, 23 декабря 1905 [5 января 1906] — 17 января 1988) — советский чувашский писатель и переводчик, заслуженный работник культуры Чувашской АССР (1981). Член Союза писателей СССР (1949), ответственный секретарь Союза писателей Чувашской АССР.

## Биография
Родился 23 декабря 1905 [5 января 1906] в д. Тоскинеево Чебоксарского уезда Казанской губернии в крестьянской семье. В семь лет стал посещать церковно-приходскую школу в д. Траки, где в те годы его родители работали в батраках у хозяина мельницы. Через два года перешел в Крендейкасинскую земскую школу, которую окончил в 1916 году. В 1922 году, окончил Цивильскую школу второй ступени.
В 1926—1932 годах в Чебоксарах работал техническим секретарем месткома профсоюза работников печати при редакциях республиканских газет и Чувашгиза.
В 1932 году работал секретарём редакции газеты «Против религии».
В 1933—1938 годах — ответственный секретарь журнала «Сунтал» («Наковальня»).
Одновременно заочно учился в Московском педагогическом институте иностранных языков, который окончил в 1938 году, также в 1936—1938 годах заочно учился в Литинституте им. А. М. Горького.
В 1941—1942 годах занимал должность редактора сектора художественной и детской литературы Чувашгиза.

### В годы войны
Участник Великой Отечественной войны.
В РККА с февраля 1942 года, на фронте с апреля 1942 года — младший лейтенант, 421 сапёрный батальон 254 стрелковой дивизии.

Тов. Осипов участвовал в боях рядовым сапёром. При сооружении дотов на переднем крае обороны под Старой Руссой действовал мужественно и отважно.— из наградного листа на медаль «За боевые заслуги», 24 октября 1943 года
Между боями писал статьи в дивизионную газету «За Советскую Родину», с июля 1942 года — литературный сотрудник газеты, затем заместитель редактора. В июле 1943 года вступил в ВКП(б).
Принимал участие в боевых действиях на Северо-Западном, Втором и Первом Украинских фронтах.

Во всех боевых операциях дивизии тов. Осипов принимал непосредственное активное участие как военный корреспондент и писатель … всё время следовал в боевых порядках … 
Своими очерками и статьями тов. Осипов воспитывал высокий наступательный дух бойцов и стойкость в оборонительных боях.— из наградного листа на Орден Отечественной войны II степени, 6 мая 1945 года

### После войны
После войны работал в журнале «Ялав» и альманахе «Тӑван Атӑл», литературным консультантом редакции художественной литературы Чувашского книжного издательства.
С 1949 года — член Союза писателей СССР. Был ответственным секретарем Союза писателей Чувашской АССР.
Умер 17 января 1988 года в Чебоксарах.
Жена — художник по вышивке Екатерина Ефремова.

## Творчество
Первое стихотворение было опубликовано в 1926 году в майском номере журнала «Сунтал» («Наковальня»). Затем его поэмы, рассказы, очерки появились на страницах местных газет.
В 1930-е годы пишет «Пулас çěнě ял» (Деревня в будущем, 1930), «Паттар Сапук» (Стёпа-герой, пьеса для детей, 1931), «Вай» (Сила, драма в трех действиях, 1931), «Унан суле» (Его путь, 1932), «Кахал» (Лодырь, комедия в двух актах, 1934), переводит рассказ Л. Б. Красина «Подпольная работа большевиков» и пьесу В. А. Селиховой «Фриц Бауэр: маленький коммунист».
В 1940 году совместно с Александром Калганом инсценировал поэму Константина Иванова «Нарспи».
Придя с фронта пишет пьесу «Икě юлташ» (Два товарища, 1948).

В пьесе «Два товарища» автор правдиво отобразил героическую борьбу советских людей в тылу и на фронтах Великой Отечественной войны. В образах Вадима Козлова, Ивана Пастухова, Надежды и др. показаны смелые, до конца преданные своей великой социалистической Родине сыны и дочери чувашского народа.— 
В 1961 году написал повесть «На перепутье» («Çул юппинче») о двух подружках, выпускницах средней школы, Алевтины и Моти. Алевтина, дочь обеспеченных родителей, воспитанная в тепличных условиях, которую отец устраивает «по блату» в институт, связывается с элегантными и внешне «культурными» студентами, на поверку оказавшимися избалованными, морально разложившимися людьми. Её боевая и смелая подруга Мотя, работающая в райкоме комсомола, помогает Алевтине выбрать самостоятельный трудовой путь: вместе с ней она уезжает на стройки Севера.

Сюжет повести довольно драматичен, в нём немало правдивых сцен. Наделяя характер своей героини большой активностью, непримиримостью ко злу, В. Алагер, несомненно, учитывает слабую сторону изображения «идеальных» героев чувашской литературы предыдущих лет — неопределенность, аморфность характера. Мотя страстно мечтает о светлом будущем. Всем сердцем стремясь на стройки коммунизма, она своим задором увлекает и молодежь.— литературовед Г.Я. Хлебников
Повесть была переведена на русский язык. Отнесённая к значительными художественными произведениям чувашской советской литературы тех лет, однако, была встречена и критикой — так отмечалось, что художественная полноценность произведения не высока «во всяком случае в том качестве, в которой она издана. Чувствуется торопливость переводчика Ивана Законова».
В книге критических статей «Таван литература пирки» (О родной литературе) дал подробный обзор творчества чувашских писателей В.Алендея, И.Григорьева, П.Осипова, А.Талвира, Н.Терентьева, Хв. Уяра, С.Эльгера и других.
Перевёл на чувашский язык многие произведения русских писателей: «Пиковая дама» А. Пушкина; «Вишнёвый сад» А. Чехова; «Сорочинская ярмарка», «Ночь перед рождеством», «Страшная месть», «Шинель» Н. Гоголя; «После бала», «Севастопольские рассказы» Л. Толстого; «В степи», «Прекрасная Франция», «Колюша» М. Горького; «Любовь Яровая» К. Тренева, «Красный галстук» С. Михалкова; отрывки из романа «Поднятая целина» М. Шолохова; роман «Молодая гвардия» А. Фадеева и другие.
Также перевёл на чувашский язык произведения зарубежных авторов: «Безработица» Эмиля Золя и «Кренкбиль» Анатоля Франса.

### Издания на русском языке
- На перепутье: Повесть / Перевод с чувашаского И. П. Законова; Редактор: А. А. Соколова — Чебоксары: Чувашкнигоиздат, 1965 — 64 с.

## Награды
Награждён двумя орденами Отечественной войны II степени (19.05.1945, № 697828 и 1985, № 4054403), медалями «За боевые заслуги» (31.10.1943, № 644193) и «За победу над Германией» (1945).
Заслуженный работник культуры Чувашской АССР (1981).
Награждён двумя Почётными грамотами Президиума Верховного Совета Чувашской АССР, двумя Почётными грамотами обкома КПСС и Совета Министров Чувашской АССР.

## Комментарии
1. ↑  д. Тоскинеево вошла в состав города Новочебоксарск